# T Cooper
T Cooper (* 16. Oktober 1972 in Los Angeles) ist ein amerikanischer Schriftsteller.

## Leben
T Cooper wurde 1972 in Los Angeles geboren. Er besuchte das Middlebury College in Vermont und lehrte Englisch in New Orleans. 1996 zog er nach New York, wo er heute im Stadtbezirk Manhattan lebt. Er schrieb für eine Reihe von  Magazinen und Zeitungen. Bevor er als Autor zu arbeiten begann, gehörte er der Dragking-Boygroup The Backdoor Boys als T-Rok an. T Cooper ist ein als Frau geborener Transmann, verheiratet mit der amerikanischen Schriftstellerin Allison Glock. Über seine Erfahrungen berichtete er in dem Sachbuch "Von einer, die auszog, ein Mann zu werden" (Originaltitel: Real Man Adventures, McSweeney's, 2013).

## Werk
- T Cooper, Alex Petrowsky (Illustrator): Beaufort. 2009, ISBN 978-3716026250
- Lipshitz. 2006, ISBN 3-936384-33-9
- T Cooper und Adam Mansbach (Hg.): A Fictional History of the United States with Huge Chunks Missing. 2006, ISBN 1-933354-02-X
- Some of the parts. 2002, ISBN 1-888451-36-X
- T Cooper, Real Man Adventures. 2013, ISBN 978-1938073755
- T Cooper, Changers Book One: Drew. 2014, ISBN 978-1617751950